# Lena Ek
Lena Margareta Ek (Mönsterås, 16 gennaio 1958) è un avvocato e politica svedese, membro del Partito di Centro, europarlamentare dal 2004 al 2011 e ministro dell'Ambiente nel governo Reinfeldt dal 2011 al 2014.

## Biografia
Lena Ek è laureata in giurisprudenza presso l'Università di Lund.  Ha seguito un corso di specializzazione in diritto internazionale e ha insegnato diritto internazionale e storia giuridica presso la Facoltà di Giurisprudenza di Lund tra il 1987 e il 1994. Durante questo periodo è stata presidente dell'associazione legale, attiva a Lundaspexarna, e difensore civico presso la fondazione di alloggi per studenti AF Bostäder .
Nel maggio 2011, Lena Ek ha ricevuto un dottorato onorario alla Lund University of Technology per i suoi sforzi per promuovere lo sviluppo tecnologico guidato dall'ambiente.

### Attività politica
Esponente del Partito di Centro, dal 1994 al 1998 è stata sindaco di Valdemarsvik e consigliere della Contea di Östergötland. È stata successivamente deputata al Riksdag dal 1998 al 2004, fino a quando alle elezioni europee del 2004 è stata eletta eurodeputata, riconfermata poi nel 2009.
Il 28 settembre 2011 si è dimessa dal Parlamento europeo, per essere nominata Ministra dell'Ambiente nel Governo Reinfeldt, in sostituzione di Andreas Carlgren. Al suo posto è quindi subentrato Kent Johansson.

## Vita privata
Sposata con Anders Ek, ha quattro figli.